# Hyperaspis ornatella
Hyperaspis ornatella är en skalbaggsart som beskrevs av Gordon 1985. Hyperaspis ornatella ingår i släktet Hyperaspis och familjen nyckelpigor. Inga underarter finns listade i Catalogue of Life.